# Draft 1969 de la NFL
1968 1970
La draft 1969 de la NFL est la troisième et dernière draft commune tenue conjointement par l'American Football League et la National Football League avant de fusion. Elle fait partie du processus de fusion signé en 1966. Elle permet aux franchises de football américain de sélectionner des joueurs universitaires éligibles pour jouer professionnels. Elle s'est déroulée les 28 et 29 janvier 1960 au Belmont Plaza Hotel de New York. Avec le premier choix, les Bills de Buffalo sélectionne le running back O. J. Simpson. Joe Greene est sélectionné par les Steelers de Pittsburgh en quatrième position, Roger Wehrli par les Cardinals de Saint-Louis en 19e position et Ted Hendricks par les Colts de Baltimore en 33e position.

## 1ertour
Légende
| * | = Pro Bowler |  | = AFL All-Star |  |  | = Hall of Famer |

| Choix no | Équipes NFL         | Joueurs              | Postes | Équipes universitaires |
| -------- | ------------------- | -------------------- | ------ | ---------------------- |
| 1        | Buffalo Bills       | O. J. Simpson        | RB     | USC                    |
| 2        | Atlanta Falcons     | George Kunz (en)     | OT     | Notre Dame             |
| 3        | Philadelphia Eagles | Leroy Keyes (en)     | RB     | Purdue                 |
| 4        | Pittsburgh Steelers | Joe Greene           | DT     | North Texas            |
| 5        | Cincinnati Bengals  | Greg Cook            |        | Cincinnati             |
| 6        | Boston Patriots     | Ron Sellers (en)     | WR     | Florida State          |
| 7        | San Francisco 49ers | Ted Kwalick (en)     | TE     | Penn State             |
| 8        | Los Angeles Rams    | Larry Smith (en)     | RB     | Florida                |
| 9        | San Diego Chargers  | Marty Domres (en)    | QB     | Columbia               |
| 10       | Los Angeles Rams    | Jim Seymour (en)     | WR     | Notre Dame             |
| 11       | Miami Dolphins      | Bill Stanfill (en)   | DE     | Georgia                |
| 12       | Green Bay Packers   | Rich Moore (en)      | DT     | Villanova              |
| 13       | New York Giants     | Fred Dryer           | DE     | San Diego State        |
| 14       | Chicago Bears       | Rufus Mayes (en)     | OT     | Ohio State             |
| 15       | Houston Oilers      | Ron Pritchard (en)   | LB     | Arizona State          |
| 16       | San Francisco 49ers | Gene Washington (en) | F      | Stanford               |
| 17       | New Orleans Saints  | John Shinners (en)   | OG     | Xavier                 |
| 18       | San Diego Chargers  | Bob Babich (en)      | LB     | Miami (OH)             |
| 19       | St. Louis Cardinals | Roger Wehrli (en)    | CB     | Missouri               |
| 20       | Cleveland Browns    | Ron Jonhson (en)     | RB     | Michigan               |
| 21       | Los Angeles Rams    | Bob Klein (en)       | TE     | USC                    |
| 22       | Oakland Raiders     | Art Thoms (en)       | DT     | Syracuse               |
| 23       | Kansas City Chiefs  | Jim Marsalis         | CB     | Tennessee State (en)   |
| 24       | Dallas Cowboys      | Calvin Hill (en)     | RB     | Yale                   |
| 25       | Baltimore Colts     | Eddie Hinton (en)    | F      | Oklahoma               |
| 26       | New York Jets       | Dave Foley (en)      | OT     | Ohio State             |